# Ӑ
Ӑ, ă или А кратко е буква от кирилицата. Използва се в чувашкия език, където бележи свръхкраткия полузатворен заден незакръглен гласен звук [ɤ̆]. Буквата е въведена от руския езиковед Иван Яковлев през 1873 година. Създадена е като към А е добавен диакритическия знак бревис (кратка).

## Кодове
| Буква  | Уникод |
| ------ | ------ |
| Главна | U+04D0 |
| Малка  | U+04D1 |